# シヴァージー・ラーオ・ホールカル
シヴァージー・ラーオ・ホールカル（Shivaji Rao Holkar, 1859年11月11日 - 1908年10月13日）は、インドのホールカル家の当主及びインドール藩王国の君主（在位：1886年 - 1903年）。バーラー・サーヒブ（Bala Sahib）とも呼ばれる。

## 生涯
1859年11月11日、ホールカル家当主であり藩王トゥコージー・ラーオ・ホールカル2世の息子として生まれた。
1886年6月17日、トゥコージー・ラーオは死亡し、息子のシヴァージー・ラーオが王位を継承した。
1903年1月31日、シヴァージー・ラーオは退位し、息子トゥコージー・ラーオ・ホールカル3世に当主位及び藩王位を譲った。
1908年10月13日、シヴァージー・ラーオはインドールで死亡した。

## ギャラリー
- シヴァージー・ラーオ・ホールカル
- シヴァージー・ラーオ・ホールカルのコイン